# Lucha Invades NY
Lucha Invades NY (Lucha Invadiendo a Nueva York, en español) fue un evento en conjunto de lucha libre profesional producido por la empresa mexicana Lucha Libre AAA Worldwide y la empresa canadiense Impact Wrestling. Tuvo lugar el 15 de septiembre de 2019 desde el Hulu Theater en la ciudad de Nueva York. Es el quinto evento pago por visión de Impact Wrestling en el 2019 siendo el primer evento en conjunto con una empresa.

## Producción
AAA Invading NY es el segundo evento de lucha libre profesional que se lleva a cabo en el Madison Square Garden (el primero es el G1 Supercard). Es la empresa de lucha libre que no es propiedad de la familia McMahon de WWE desde el 14 de noviembre de 1960.
Más tarde, el periodista de Wrestling Observer Newsletter, Dave Meltzer, informó que las ventas iniciales de boletos de AAA para el evento fueron de 2,000 boletos.  El 16 de agosto, se anunció que el evento se realizaría en el Hulu Theater, mucho más pequeño, dentro del Madison Square Garden. Más tarde, Pro Wrestling Insider informó que la decisión de AAA de dirigir el Hulu Theater se tomó dos semanas antes del anuncio después de reunirse con los ejecutivos de MSG para trasladar el lugar debido a la baja venta de entradas.

## Resultados
- Chris Dickinson y Mascarita Sagrada derrotaron a Dave the Clown y Demus.
  - Sagrada cubrió a Demus después de una «Hurracanrana».
- Josh Alexander, Michael Elgin y Sami Callihan derrotaron a Drago, Faby Apache y Murder Clown.
  - Elgin cubrió a Clown con un «Powerbomb» después de un «Low Blow» aplicado por Alexander.
- Daga derrotó a Aero Star, Flamita y Puma King y ganó la oportunidad por el Campeonato Mundial de Peso Crucero de AAA.
  - Daga cubrió a King después de un «Double Underhook Piledriver».
- Taya Valkyrie derrotó a Tessa Blanchard y ganó el Campeonato Reina de Reinas de AAA.
  - Taya cubrió a Blanchard después de un «Road to Valhalla».
  - Después del combate, Taya y Blanchard se dieron la mano en señal de respeto, pero luego Blanchard atacó a Taya.
  - El Campeonato de Knockouts de Impact de Taya no estuvo en juego.
- Lucha Brothers (Fénix & Pentagón Jr.) derrotaron a The Latin American Xchange (Ortiz & Santana) y retuvieron el Campeonato Mundial en Parejas de AAA.
  - Pentagón cubrió a Santana después de un «Fear Factor».
  - Después de la lucha, ambos equipos se dieron la mano en señal de respeto.
- Brian Cage, Caín Velásquez y Psycho Clown derrotaron a Los Mercenarios (El Texano Jr., Rey Escorpión & Taurus).
  - Velásquez cubrió a Taurus después de un «Handspring Diamond Cutter».
- Rey Wagner derrotó a Blue Demon Jr. en un No Disqualification Match.
  - Wagner cubrió a Demon después de un «Roll-Up».
  - Después de la lucha, los heels (Daga, Alexander, Elgin, Callihan & Blanchard) atacaron a Wagner, pero fueron detenidos por los faces (Cage, Velásquez, Apache, Fénix, Pentagón Jr., Clown & Taya).
  - Después de la lucha, Wagner y todo el roster salieron para despedir el evento.